# Ugo de Wilde
Ugo de Wilde (Bruselas, Bélgica; 20 de noviembre de 2002) es un piloto de automovilismo belga. En 2022 corrió en la European Le Mans Series y en la IMSA SportsCar Championship.

## Carrera

### Inicios
Nacido y criado en Bruselas, De Wilde comenzó su carrera en el karting en 2011. Compitió principalmente en series europeas de karting, como la Copa nacional de karting belga, donde terminó segundo a la edad de nueve años, y en el Campeonato Europeo de Karting CIK-FIA en su último año de karting en 2016, donde compitió contra pilotos como Dennis Hauger y el francés Théo Pourchaire, superando a este último en la clasificación.

### Fórmula 4
En 2017, De Wilde hizo su debut en carreras de monoplazas en el Campeonato Francés de F4 a la edad de 14 años, un récord en ese momento. No anotó ningún punto hasta la mitad de la temporada, aunque mejoró drásticamente en la segunda mitad, anotando tres podios, ayudando al belga al puesto 12 en la clasificación.
En el invierno de 2017-18, el belga compitió en dos rondas del Campeonato del Sudeste Asiático de Fórmula 4, donde ganó cinco carreras, lo que lo ayudó a terminar tercero en el campeonato de pilotos.
Al año siguiente, De Wilde continuó compitiendo en el Campeonato Francés de F4 ahora certificado por la FIA. Ganó cuatro carreras y se convirtió en subcampeón, 66,5 puntos por detrás de Caio Collet.

### Eurocopa de Fórmula Renault

#### 2019
En 2019, De Wilde hizo su debut en la Eurocopa de Fórmula Renault para JD Motorsport. Ganó la primera carrera del campeonato en Monza, sin embargo, no pudo obtener más podios este año. El belga terminó la temporada en el séptimo lugar.

#### 2020
En 2020, De Wilde se mudaría a Arden Motorsport para otra temporada en el campeaonto. A pesar de tres podios, De Wilde solo logró terminar noveno en la clasificación.

### European Le Mans Series
Tras su paso por monoplazas, De Wilde cambió a la European Le Mans Series para la temporada 2021 con Inter Europol Competition en la categoría LMP3. De Wilde junto a sus compañeros ganarían en la última carrera disputa en Algarve, quedando cuartos en la clasificación final.

## Resumen de carrera
| Temporada | Categoría                                    | Equipo                     | Carreras | Victorias | Poles | VR | Podios | Puntos | Pos. |
| --------- | -------------------------------------------- | -------------------------- | -------- | --------- | ----- | -- | ------ | ------ | ---- |
| 2017      | Campeonato Francés de F4                     | FFSA Academy               | 24       | 0         | 0     | 1  | 3      | 68     | 12.º |
| 2017–18   | Campeonato del Sudeste Asiático de Fórmula 4 | Meritus.GP                 | 12       | 5         | 2     | 3  | 8      | 212    | 3.º  |
| 2018      | Campeonato Francés de F4                     | FFSA Academy               | 21       | 4         | 4     | 1  | 8      | 237    | 2.º  |
| 2019      | Eurocopa de Fórmula Renault                  | JD Motorsport              | 20       | 1         | 0     | 0  | 1      | 81     | 7.º  |
| 2020      | Eurocopa de Fórmula Renault                  | Arden Motorsport           | 20       | 0         | 0     | 0  | 3      | 85.5   | 9.º  |
| 2021      | Alpine Elf Europa Cup                        | Herrero Racing             | 12       | 4         | 6     | 4  | 9      | 169    | 2.º  |
| 2021      | European Le Mans Series - LMP3               | Inter Europol Competition  | 6        | 1         | 0     | 0  | 3      | 67     | 4.º  |
| 2021      | Michelin Le Mans Cup - LMP3                  | Mühlner Motorsport         | 4        | 1         | 1     | 0  | 1      | 21     | 16.º |
| 2021      | IMSA Prototype Challenge - LMP3-1            | Mühlner Motorsport America | 2        | 1         | 2     | 0  | 1      | 560    | 19.º |
| 2022      | European Le Mans Series - LMP2               | Mühlner Motorsport         | 6        | 0         | 0     | 0  | 1      | 19     | 15.º |
| 2022      | IMSA SportsCar Championship - LMP3           | Mühlner Motorsport America | 3        | 0         | 0     | 0  | 0      | 481    | 27.º |
| Fuente:   |                                              |                            |          |           |       |    |        |        |      |

## Resultados

### Eurocopa de Fórmula Renault
(Clave) (negrita indica pole position) (cursiva indica vuelta rápida)

| Año  | Escudería        | 1   | 1   | 2    | 2    | 3   | 3   | 4   | 4   | 5   | 5   | 6   | 6   | 7   | 7   | 8    | 8    | 9   | 9   | 10  | 10  | Pos. | Puntos |
| ---- | ---------------- | --- | --- | ---- | ---- | --- | --- | --- | --- | --- | --- | --- | --- | --- | --- | ---- | ---- | --- | --- | --- | --- | ---- | ------ |
| 2019 | JD Motorsport    | MNZ | MNZ | SIL  | SIL  | MON | MON | LEC | LEC | SPA | SPA | NÜR | NÜR | BUD | BUD | BAR  | BAR  | HOC | HOC | YMC | YMC | 7.º  | 81     |
| 2019 | JD Motorsport    | 1   | Ret | 4    | 7    | 9   | 12  | 7   | 8   | 13  | 12  | 10  | 9   | DNS | 11  | 9    | 6    | 4   | 11  | 13  | 11  | 7.º  | 81     |
| 2020 | Arden Motorsport | MNZ | MNZ | IMO1 | IMO1 | NÜR | NÜR | MAG | MAG | ZAN | ZAN | BAR | BAR | SPA | SPA | IMO2 | IMO2 | HOC | HOC | LEC | LEC | 9.º  | 85.5   |
| 2020 | Arden Motorsport | 8   | Ret | 8    | 8    | 12  | 12  | 7   | 7   | 12  | 13  | 3   | Ret | 3   | 2   | 9    | 5    | Ret | 8   | 8   | 11  | 9.º  | 85.5   |

### European Le Mans Series
(Clave) (negrita indica pole position) (cursiva indica vuelta rápida)

| Año  | Escudería                 | Clase | Automóvil      | 1     | 2      | 3      | 4     | 5       | 6       | Pos. | Puntos |
| ---- | ------------------------- | ----- | -------------- | ----- | ------ | ------ | ----- | ------- | ------- | ---- | ------ |
| 2021 | Inter Europol Competition | LMP3  | Ligier JS P320 | BAR 3 | SPI 4  | LEC NC | MNZ 3 | SPA NC  | ALG 1   | 4.º  | 67     |
| 2022 | Mühlner Motorsport        | LMP2  | Oreca 07       | LEC 9 | IMO 11 | MNZ 3  | BAR 9 | SPA Ret | ALG Ret | 15.º | 19     |